# Kamaka songkhlaensis
Kamaka songkhlaensis is een vlokreeftensoort uit de familie van de Kamakidae. De wetenschappelijke naam van de soort is voor het eerst geldig gepubliceerd in 2010 door Ariyama, Angsupanich & Rodcharoen.